# Walt Poddubny
Walt Michael Poddubny (né le 14 février 1960 à Thunder Bay, en Ontario au Canada - mort le 21 mars 2009 à Thunder Bay) est un joueur professionnel et entraîneur canadien de hockey sur glace.

## Carrière de joueur
Repêché par les Oilers d'Edmonton en 1980, il ne put y percer l'alignement régulier malgré un excellent premier camp d'entraînement. Il fut donc envoyé au Wind de Wichita où il joua deux saisons avant que les Oilers l'échange aux Maple Leafs de Toronto.
Il connut rapidement du succès avec l'équipe de la ville reine, récoltant 59 points à sa première saison complète avec le club. Par contre, il ne put maintenir ce rythme aux cours des saisons qui suivirent. Étant l'objet de critiques pour son jeu inconstant, il fut échangé aux Rangers de New York avant le début de la saison 1986-1987.
À New York, il retrouva le chemin du succès. Il y joua les deux meilleures saisons de sa carrière récoltant plus de 80 points par saison. Les Rangers ayant besoin d'un défenseur d'expérience l'échangèrent aux Nordiques de Québec en compagnie de quelques joueurs et d'un choix de repêchage en retour de Jason Lafreniere et de Normand Rochefort. Il ne joua qu'une saison à Québec, y récoltant 75 points.
Il fut échangé à nouveau, cette fois aux Devils du New Jersey. Il y joua ses dernières parties dans la Ligue nationale de hockey. Une blessure à un genou qu'il trainait depuis plusieurs saisons ralentit sa production offensive et le força à rater plusieurs parties. Il alla par la suite jouer deux saisons en Europe avant de revenir faire un dernier tour en Amérique du Nord avec les IceCats de Worcester de la Ligue américaine de hockey.
Il joua aussi deux saisons dans la Roller Hockey International. Après sa carrière de joueur, il fut entraîneurs de plusieurs clubs professionnels mineures jusqu'en 2002. Il est mort en 2009 à son domicile de Thunder Bay.

## Statistiques
Pour les significations des abréviations, voir Statistiques du hockey sur glace.
| Saison     | Équipe                     | Ligue         |     | Saison régulière | Saison régulière | Saison régulière | Saison régulière | Saison régulière |   | Séries éliminatoires | Séries éliminatoires | Séries éliminatoires | Séries éliminatoires | Séries éliminatoires |
| Saison     | Équipe                     | Ligue         | PJ  | B                | A                | Pts              | Pun              | PJ               | B | A                    | Pts                  | Pun                  |                      |                      |
| 1978-1979  | Wheat Kings de Brandon     | LHOu          | 20  | 11               | 11               | 22               | 12               | -                | - | -                    | -                    | -                    |                      |                      |
| 1979-1980  | Rangers de Kitchener       | LHJMO         | 19  | 3                | 9                | 12               | 35               | -                | - | -                    | -                    | -                    |                      |                      |
| 1979-1980  | Canadians de Kingston      | LHJMO         | 43  | 30               | 17               | 47               | 36               | 3                | 0 | 2                    | 2                    | 0                    |                      |                      |
| 1980-1981  | Wind de Wichita            | LCH           | 70  | 21               | 29               | 50               | 207              | 11               | 1 | 6                    | 7                    | 26                   |                      |                      |
| 1980-1981  | Admirals de Milwaukee      | LIH           | 5   | 4                | 2                | 6                | 4                | -                | - | -                    | -                    | -                    |                      |                      |
| 1981-1982  | Wind de Wichita            | LCH           | 60  | 35               | 46               | 81               | 79               | -                | - | -                    | -                    | -                    |                      |                      |
| 1981-1982  | Oilers d'Edmonton          | LNH           | 4   | 0                | 0                | 0                | 0                | -                | - | -                    | -                    | -                    |                      |                      |
| 1981-1982  | Maple Leafs de Toronto     | LNH           | 11  | 3                | 4                | 7                | 8                | -                | - | -                    | -                    | -                    |                      |                      |
| 1982-1983  | Maple Leafs de Toronto     | LNH           | 72  | 28               | 31               | 59               | 71               | 4                | 3 | 1                    | 4                    | 0                    |                      |                      |
| 1983-1984  | Maple Leafs de Toronto     | LNH           | 38  | 11               | 14               | 25               | 48               | -                | - | -                    | -                    | -                    |                      |                      |
| 1984-1985  | Saints de Saint Catharines | LAH           | 8   | 5                | 7                | 12               | 10               | -                | - | -                    | -                    | -                    |                      |                      |
| 1984-1985  | Maple Leafs de Toronto     | LNH           | 32  | 5                | 15               | 20               | 26               | -                | - | -                    | -                    | -                    |                      |                      |
| 1985-1986  | Saints de Saint Catharines | LAH           | 37  | 28               | 27               | 55               | 52               | -                | - | -                    | -                    | -                    |                      |                      |
| 1985-1986  | Maple Leafs de Toronto     | LNH           | 33  | 12               | 22               | 34               | 25               | 9                | 4 | 1                    | 5                    | 4                    |                      |                      |
| 1986-1987  | Rangers de New York        | LNH           | 75  | 40               | 47               | 87               | 49               | 6                | 0 | 0                    | 0                    | 8                    |                      |                      |
| 1987-1988  | Rangers de New York        | LNH           | 77  | 38               | 50               | 88               | 76               | -                | - | -                    | -                    | -                    |                      |                      |
| 1988-1989  | Nordiques de Québec        | LNH           | 72  | 38               | 37               | 75               | 107              | -                | - | -                    | -                    | -                    |                      |                      |
| 1989-1990  | Devils d'Utica             | LAH           | 2   | 1                | 2                | 3                | 0                | -                | - | -                    | -                    | -                    |                      |                      |
| 1989-1990  | Devils du New Jersey       | LNH           | 33  | 4                | 10               | 14               | 28               | -                | - | -                    | -                    | -                    |                      |                      |
| 1990-1991  | Devils du New Jersey       | LNH           | 14  | 4                | 6                | 10               | 10               | -                | - | -                    | -                    | -                    |                      |                      |
| 1991-1992  | Devils du New Jersey       | LNH           | 7   | 1                | 2                | 3                | 6                | -                | - | -                    | -                    | -                    |                      |                      |
| 1992-1993  | EC RT Bad Nauheim          | 2. Bundesliga | 44  | 35               | 41               | 76               | 149              | 9                | 5 | 15                   | 20                   | 15                   |                      |                      |
| 1993-1994  | HC Fassa                   | Alpenliga     | 9   | 2                | 3                | 5                | 19               | -                | - | -                    | -                    | -                    |                      |                      |
| 1993-1994  | EC RT Bad Nauheim          | Oberliga      | 37  | 40               | 46               | 86               | 115              | -                | - | -                    | -                    | -                    |                      |                      |
| 1994-1995  | IceCats de Worcester       | LAH           | 34  | 7                | 6                | 13               | 62               | -                | - | -                    | -                    | -                    |                      |                      |
| Totaux LNH | Totaux LNH                 | Totaux LNH    | 468 | 184              | 238              | 422              | 454              | 19               | 7 | 2                    | 9                    | 12                   |                      |                      |

## Roller hockey

### Statistiques
| Saison | Équipe                 | Ligue |    | Saison régulière | Saison régulière | Saison régulière | Saison régulière | Saison régulière |   | Séries éliminatoires | Séries éliminatoires | Séries éliminatoires | Séries éliminatoires | Séries éliminatoires |
| Saison | Équipe                 | Ligue | PJ | B                | A                | Pts              | Pun              | PJ               | B | A                    | Pts                  | Pun                  |                      |                      |
| 1994   | Flash de Las Vegas     | RHI   | 19 | 21               | 26               | 47               | 32               | -                | - | -                    | -                    | -                    |                      |                      |
| 1995   | Rollergators d'Orlando | RHI   | 10 | 7                | 10               | 17               | 12               | -                | - | -                    | -                    | -                    |                      |                      |

## Trophées et honneurs personnels
- 1989 : participation au Match des étoiles de la Ligue nationale de hockey

## Transactions en carrière
- 9 mars 1982 : échangé aux Maple Leafs de Toronto par les Oilers d'Edmonton avec Phil Drouillard en retour de Laurie Boschman.
- 18 août 1986 : échangé aux Rangers de New York par les Maple Leafs de Toronto en retour de Mike Allison.
- 1er août 1988 : échangé aux Nordiques de Québec par les Rangers de New York avec Bruce Bell, Jari Grönstrand et un choix de 4e ronde (Éric Dubois) lors du repêchage d'entrée dans la LNH en 1989 en retour de Jason Lafreniere et de Normand Rochefort.
- 17 juin 1989 : échangé aux Devils du New Jersey par les Nordiques de Québec avec un choix de 4e ronde (Mike Bodnarchuk) lors du repêchage d'entrée dans la LNH en 1990 en retour de Joe Cirella, Claude Loiselle et d'un choix de 8e ronde (Aleksandr Karpovtsev) lors du repêchage d'entrée dans la LNH en 1990.